# Lucie Village
Pour les articles homonymes, voir Lucie.
Lucie Village (Koeda chan en japonais) est un jouet japonais pour petites filles de Takara, produit pendant les années 1980.
Ils ont été distribués en France par Ajena via la marque italienne Polistil. Les jouets portent à la fois un copyright Takara et Polistil.
La plupart des jouets de la gamme portent le suffixe « surprise ».

## Liste non exhaustive des jouets de la gamme
- L’orange Surprise
- La pomme Surprise
- La maison Surprise
- Les cerises Surprise
- La plage Surprise
- Le coiffeur Surprise
- La ville Surprise
- La laverie Surprise